# Orthozona quadrilineata
Orthozona quadrilineata är en fjärilsart som beskrevs av Moore 1882. Orthozona quadrilineata ingår i släktet Orthozona och familjen nattflyn. Inga underarter finns listade i Catalogue of Life.